# Fatehabad Road (métro d'Agra)
Fatehabad Road est une station de métro à Agra, dans l'Uttar Pradesh, en Inde. Située sur la seule ligne du métro d'Agra entre Taj Mahal et Basai, elle a ouvert le 6 mars 2024, au lancement de ce réseau.